# 六安城墙
六安城墙，位于中国安徽省六安市，始建于北宋，1939年拆除。六安城墙现存云露桥附近140米墙段。2004年10月，列入安徽省省级文物保护单位。

## 历史
六安古城墙始建于隋开皇元年(公元581年)，为土城。北宋初年，六安治所迁至今址，筑土城。明代洪武十三年，改建为砖石墙。正德九年（1514年），知州李衮重新修建扩建。1939年抗战期间，六安城墙拆除。